# Hippodromen i Konstantinopel

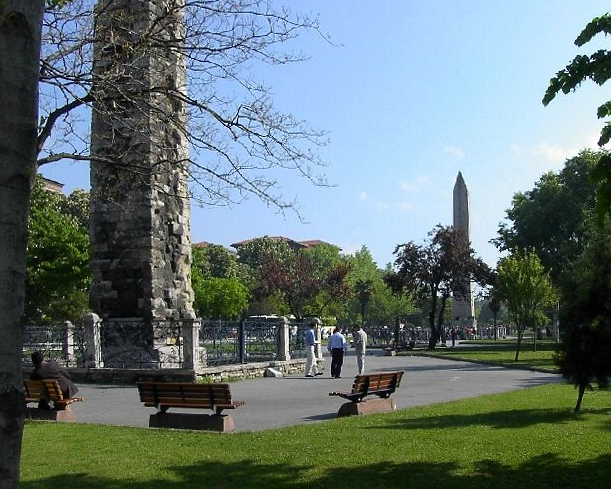
Hippodromen idag.

Hippodromen i Konstantinopel var den hippodrom i bysantinska rikets huvudstad Konstantinopel (dagens Istanbul i Turkiet) som på många vis utgjorde rikets sociala och politiska centrum vid sidan av ceremonierna i Hagia Sofia. Idag återstår dock bara fragment av idrottsanläggningen i det som är torget Sultanahmet Meydani. 

## Historia

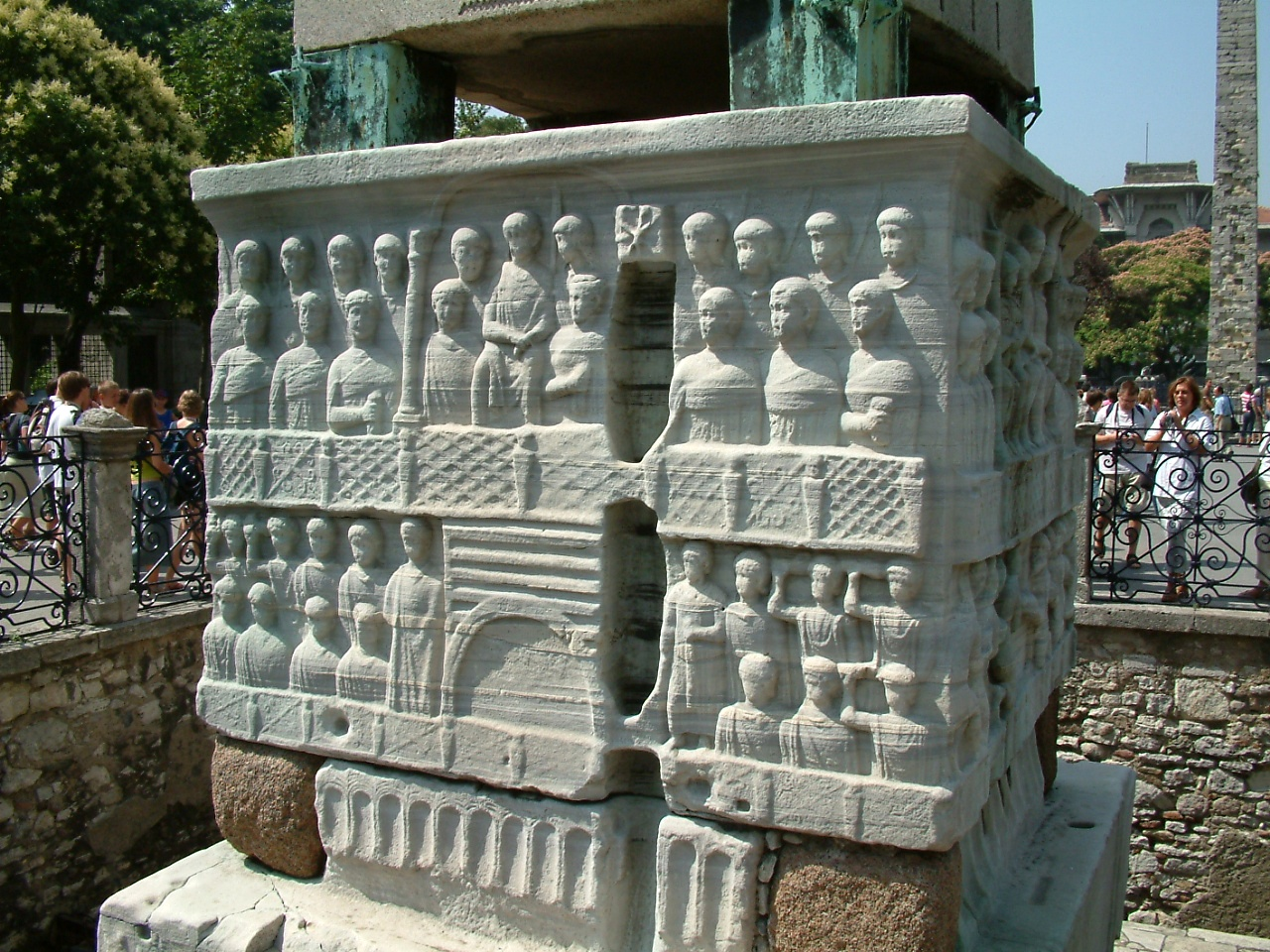
Obeliskens sockel

Hippodromen är först och främst associerad med Konstantinopels storhetstid som det bysantinska rikets huvudstad, men är egentligen äldre än så. Kejsar Septimius Severus lät 203 e.Kr. bygga om det som då var staden Byzantion och försåg staden med en stadsmur samt med en hippodrom.
324 beslutade Konstantin att flytta den romerska huvudstaden till Byzantion och passade samtidigt på att döpa om staden till "Nya Rom" (Nova Roma). Detta namn övertygade dock ingen och staden blev snart känd som Konstantinopolis, "Konstantins stad". Denna viktiga händelse gjorde staden mångfalt större och en del av Konstantins ambitiösa byggnadsprogram var att bygga ut hippodromen. Den nya anläggningen var 150 meter lång och 130 meter bred och lär ska ha rymt 100 000 åskådare.

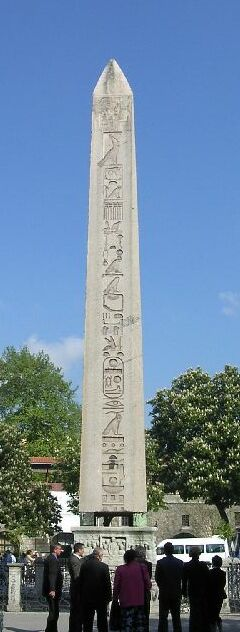
Thutmose III:s obelisk.

Kapplöpningsbanan var U-formad. Den kejserliga logen med sina fyra bronshästar på taket fanns i banans östra sida. De fyra hästarna som gjutits i Grekland under 400-talet hamnade i Venedig på St Markuskyrkans fasad sedan Konstantinopel plundrats av fjärde korståget 1204 (kopior av dem står på Blasieholmstorg i Stockholm). Hippodromen var utsmyckad med många andra bronsskulpturer av berömda hästar och körsvennar men av dessa konstverk återstår idag ingenting.
Genom hela den långa bysantinska perioden var hippodromen centrum i stadens sociala liv. Enorma summor satsades på kapplöpningarna och hela staden var uppdelad mellan anhängare till det blå laget (Venetii) och det gröna (Prasinoi). Ursprungligen fanns ytterligare två andra lag, de röda (Rousioi) och de vita (Leukoi), men de blev med tiden allt svagare och absorberades till slut av de två andra. Rivaliteten mellan de två lagen blandades ofta in i politiska och religiösa strider och upplopp som började på kapplöpningsbanan utmynade ibland i inbördeskrig. Den viktigaste sammandrabbningen var Nikaupproret 532 som slutade med att kejsar Justinianus brutalt slog ned upproret som ska ha krävt 30 000 människoliv.
Plundringarna under det latinska riket (1204-1261) försvagade det bysantinska riket till den grad att man aldrig fick råd att återställa hippodromen till dess forna glans. De osmanska sultanerna som erövrade Konstantinopel 1453 och gjorde staden till sin huvudstad var inte alls intresserade av hästkapplöpning och lät använda hippodromen endast sporadiskt till diverse parader i samband med festivaler och ceremonier. Anläggningen negligerade senare alltmer och förlorade gradvis helt sin betydelse och föll i glömska.

## Monument

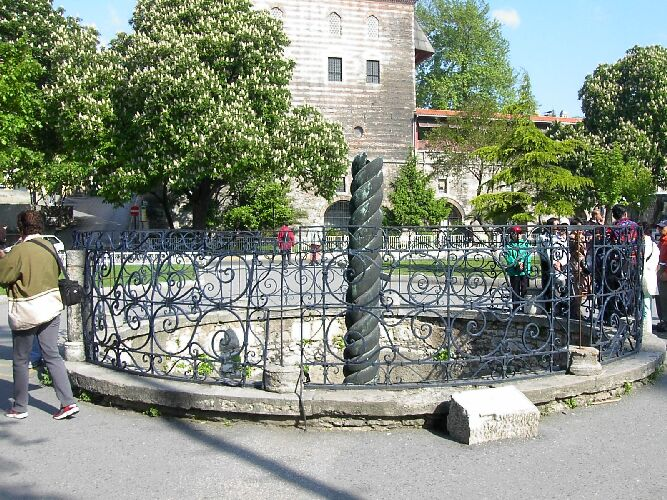
Spiralkolonnen

Konstantin förde konstverk från hela det romerska riket till sin nya huvudstad, däribland offeraltaret från Plataiai som ursprungligen bestod bestod av en förgylld skål som uppbars av tre kopparormar (därav namnet Ormpelaren) och som tillverkades efter grekernas seger över perserna vid Slaget vid Plataiai 479 f.Kr. Det mesta av altaret förstördes då det fjärde korståget plundrade Konstantinopel (ormarna blev dock kvar åtminstone till 1500-talet) och det lilla som återstår idag kallas Spiralkolonnen.
Theodosius I fortsatte arenans försköning 390 genom att föra farao Thutmose III:s granitobelisk Theodosiusobelisken från Karnak i Egypten och låta resa den på hippodromen. För transportens skull var Theodosius tvungen att dela obelisken i tre delar, varav endast den övre delen finns kvar. Idag står denna del kvar på en marmorsockel där Theodosius en gång placerade obelisken. Obelisken, som är nästan 3 000 år gammal, är i förvånansvärt gott skick.
Den obelisk som Konstantin VII Porfyrogennetos lät uppföra i hippodromens andra ände på 900-talet var ursprungligen täckt av bronsplåtar, men dessa stals under det fjärde korståget och det som återstår idag är känt som den "murade obelisken" (se bild ovan).

## Hippodromen idag
Idag kallas området där hippodromen stod för Sultanahmet-torget (Sultanahmet Meydani) och sköts omsorgsfullt av staden. Den gamla kapplöpningsbanan, som idag ligger två meter under jord, har markerats med en stenläggning. Monumenten, som ursprungligen stod på banans mittrefug (spina), sticker idag upp ur runda hål i den omgivande parken. Vid ingången står en oktagonal fontän som kejsaren Vilhelm II av Tyskland skänkte till det osmanska riket 1898.
Hippodromen har aldrig blivit systematisk utgrävt men delar av den så kallade sphendone, det vill säga den runda änden av anläggningen, togs fram på 1980-talet då en del bebyggelse där togs bort. 1993 jämnades ett område intill den så kallade Blå moskén med marken för att ge plats åt en ny toalett. Då uppdagades flera sittplatser och ett antal kolonner från hippodromen. Inga ytterligare utgrävningar gjordes dock och det är fortfarande fullt möjligt att stora delar av hippodromen finns kvar under den nuvarande parken.